# Tour d'Italie féminin 1989
La 2e édition du Tour d'Italie féminin (Giro Donne 1989, Giro d'Italia Internazionale Femminile en italien) a lieu du 13 au 22 juin 1989.

## Présentation

### Équipes
| Unknown team category |
|                       |

## Étapes
| Étape     | Date    | Villes étapes                    | type     | Distance (km) | Vainqueur d'étape  | Leader du classement général |
| --------- | ------- | -------------------------------- | -------- | ------------- | ------------------ | ---------------------------- |
| Prologue  | 13 juin | Venise – Venise                  | prologue |               | Paula Westher      |                              |
| 1re étape | 14 juin | Lido delle Nazioni – Riolo Terme |          |               | Petra Rossner      |                              |
| 2e étape  | 15 juin | Dovadola – Scandicci             |          |               | Petra Rossner      |                              |
| 3e étape  | 16 juin | Sienne – Arcidosso               |          |               | Imelda Chiappa     |                              |
| 4e étape  | 17 juin | Santa Severa – Aprilia           |          |               | Petra Rossner      |                              |
| 5e étape  | 18 juin | Cirò Marina – Crotone            |          |               | Luzia Zberg        |                              |
| 6e étape  | 19 juin | Vibo Valentia – Vibo Valentia    |          |               | Petra Rossner      |                              |
| 7e étape  | 20 juin | Scordia – Scordia                |          |               | Angela Kindling    |                              |
| 8e étape  | 21 juin | campobello di Licata – Agrigente |          |               | Tea Vikstedt-Nyman |                              |

## Classement général final
| \| Classement général \| Classement général \| Classement général \| Classement général \| Classement général \| \| Coureur \| Coureur \| Pays \| Équipe \| Temps \| \| ------------------ \| -------------------- \| --------------------------------- \| ------------------ \| ------------------ \| \| 1re \| Roberta Bonanomi \| Italie \| \| 16 h 48 min 18 s \| \| 2e \| Aleksandra Koliaseva \| URSS \| \| + 18 s \| \| 3e \| Tea Vikstedt-Nyman \| Finlande \| \| + 2 min 27 s \| \| 4e \| Petra Rossner \| République démocratique allemande \| \| + 2 min 50 s \| \| 5e \| Imelda Chiappa \| Italie \| \| + 3 min 19 s \| |                      |                                   |        |                  |
| |                      |                                   |        |                  |
| |                      |                                   |        |                  |
| Classement général |                      |                                   |        |                  |
| Coureur | Coureur              | Pays                              | Équipe | Temps            |
| 1re | Roberta Bonanomi     | Italie                            |        | 16 h 48 min 18 s |
| 2e | Aleksandra Koliaseva | URSS                              |        | + 18 s           |
| 3e | Tea Vikstedt-Nyman   | Finlande                          |        | + 2 min 27 s     |
| 4e | Petra Rossner        | République démocratique allemande |        | + 2 min 50 s     |
| 5e | Imelda Chiappa       | Italie                            |        | + 3 min 19 s     |

## Classements annexes
| Classement par points | Classement par points | Classement par points | Classement par points | Classement par points |
| Coureur               | Coureur               | Pays                  | Équipe                | Points                |
| --------------------- | --------------------- | --------------------- | --------------------- | --------------------- |

| Classement par points | Classement par points | Classement par points | Classement par points | Classement par points |
| Coureur               | Coureur               | Pays                  | Équipe                | Points                |
| --------------------- | --------------------- | --------------------- | --------------------- | --------------------- |

| Classement de la montagne | Classement de la montagne | Classement de la montagne | Classement de la montagne | Classement de la montagne |
| Coureur                   | Coureur                   | Pays                      | Équipe                    | Points                    |
| ------------------------- | ------------------------- | ------------------------- | ------------------------- | ------------------------- |

| Classement de la montagne | Classement de la montagne | Classement de la montagne | Classement de la montagne | Classement de la montagne |
| Coureur                   | Coureur                   | Pays                      | Équipe                    | Points                    |
| ------------------------- | ------------------------- | ------------------------- | ------------------------- | ------------------------- |

| Classement des sprints | Classement des sprints | Classement des sprints | Classement des sprints | Classement des sprints |
| Coureur                | Coureur                | Pays                   | Équipe                 | Points                 |
| ---------------------- | ---------------------- | ---------------------- | ---------------------- | ---------------------- |

| Classement des sprints | Classement des sprints | Classement des sprints | Classement des sprints | Classement des sprints |
| Coureur                | Coureur                | Pays                   | Équipe                 | Points                 |
| ---------------------- | ---------------------- | ---------------------- | ---------------------- | ---------------------- |

| Classement du meilleur jeune | Classement du meilleur jeune | Classement du meilleur jeune | Classement du meilleur jeune | Classement du meilleur jeune |
| Coureur                      | Coureur                      | Pays                         | Équipe                       | Temps                        |
| ---------------------------- | ---------------------------- | ---------------------------- | ---------------------------- | ---------------------------- |

| Classement du meilleur jeune | Classement du meilleur jeune | Classement du meilleur jeune | Classement du meilleur jeune | Classement du meilleur jeune |
| Coureur                      | Coureur                      | Pays                         | Équipe                       | Temps                        |
| ---------------------------- | ---------------------------- | ---------------------------- | ---------------------------- | ---------------------------- |

| Classement par équipes | Classement par équipes | Classement par équipes | Classement par équipes |
| Équipe                 | Équipe                 | Pays                   | Temps                  |
| ---------------------- | ---------------------- | ---------------------- | ---------------------- |

| Classement par équipes | Classement par équipes | Classement par équipes | Classement par équipes |
| Équipe                 | Équipe                 | Pays                   | Temps                  |
| ---------------------- | ---------------------- | ---------------------- | ---------------------- |

## Évolution des classements
| Étape              |          | Vainqueur _        |
| ------------------ | -------- | ------------------ |
| Prologue           | prologue | Paula Westher      |
| 1re étape          |          | Petra Rossner      |
| 2e étape           |          | Petra Rossner      |
| 3e étape           |          | Imelda Chiappa     |
| 4e étape           |          | Petra Rossner      |
| 5e étape           |          | Luzia Zberg        |
| 6e étape           |          | Petra Rossner      |
| 7e étape           |          | Angela Kindling    |
| 8e étape           |          | Tea Vikstedt-Nyman |
| Classements finals |          |                    |